# العلاقات الباكستانية التشادية
العلاقات الباكستانية التشادية هي العلاقات الثنائية التي تجمع بين باكستان وتشاد.

## مقارنة بين البلدين
هذه مقارنة عامة ومرجعية للدولتين:
| وجه المقارنة                                              | باكستان                     | تشاد                      |
| --------------------------------------------------------- | --------------------------- | ------------------------- |
| المساحة (كم2)                                             | 881.91 ألف                  | 1.28 مليون                |
| عدد السكان (نسمة)                                         | 197.02 مليون                | 15.23 مليون               |
| الكثافة السكانية (ن./كم²)                                 | 223.4                       | 11.9                      |
| العاصمة                                                   | إسلام آباد                  | انجمينا                   |
| اللغة الرسمية                                             | لغة إنجليزية، اللغة الأردية | لغة فرنسية، اللغة العربية |
| العملة                                                    | روبية باكستانية             | فرنك وسط أفريقي           |
| الناتج المحلي الإجمالي (بليون دولار)                      | 304.95 مليار                | 9.98 مليار                |
| الناتج المحلي الإجمالي (تعادل القوة الشرائية) بليون دولار | 946.67 مليار                | 30.54 مليار               |
| الناتج المحلي الإجمالي الاسمي للفرد دولار أمريكي          | 1.43 ألف                    | 775                       |
| الناتج المحلي الإجمالي للفرد دولار أمريكي                 | 4.81 ألف                    | 2.18 ألف                  |
| مؤشر التنمية البشرية                                      | 0.538                       | 0.392                     |
| رمز المكالمات الدولي                                      | +92                         | +235                      |
| رمز الإنترنت                                              | .pk                         | .td                       |
| المنطقة الزمنية                                           | ت ع م+05:00                 | ت ع م+01:00               |

## منظمات دولية مشتركة
يشترك البلدان في عضوية مجموعة من المنظمات الدولية، منها:
| علم المنظمة | اسم المنظمة                               | تاريخ انضمام باكستان | تاريخ انضمام تشاد |
| ----------- | ----------------------------------------- | -------------------- | ----------------- |
|             | وكالة ضمان الاستثمار متعدد الأطراف        | 12 أبريل 1988        | 11 يونيو 2002     |
|             | منظمة التعاون الإسلامي                    | ?                    | ?                 |
|             | منظمة الشرطة الجنائية الدولية             | ?                    | ?                 |
|             | منظمة حظر الأسلحة الكيميائية              | ?                    | ?                 |
|             | منظمة التجارة العالمية                    | ?                    | ?                 |
|             | البنك الدولي للإنشاء والتعمير             | 11 يوليو 1950        | 10 يوليو 1963     |
|             | الأمم المتحدة                             | 30 سبتمبر 1947       | 20 سبتمبر 1960    |
|             | مؤسسة التمويل الدولية                     | 20 يوليو 1956        | 2 أبريل 1998      |
|             | يونسكو                                    | 14 سبتمبر 1949       | 19 ديسمبر 1960    |
|             | الاتحاد البريدي العالمي                   | ?                    | ?                 |
|             | المركز الدولي لتسوية المنازعات الاستشارية | 15 أكتوبر 1966       | 14 أكتوبر 1966    |
|             | الاتحاد الدولي للاتصالات                  | 26 أغسطس 1947        | 25 نوفمبر 1960    |

## وصلات خارجية
- موقع وزارة الخارجية الباكستانية